# Hemiandra rutilans
Hemiandra rutilans (Engels: Sargent's snakebush) is een plant uit de lipbloemenfamilie (Lamiaceae). Het is een plant uit West-Australië die in het wild vermoedelijk is uitgestorven. Het is een kruipend, tot 10 cm hoog struikje met grijsgroene, scherpgepunte, tot 2,1 × 0,2 cm grote blaadjes. De bloemen zijn roze of rood tot paarsrood.
Oswald Sargent verzamelde de plant voor het eerst in 1924 op zandgronden nabij York, maar deze populatie is nooit meer teruggevonden. Het laatst bekende exemplaar van deze soort leefde nabij Dowrin. Deze plant bloeide in november en oktober met massa's bloemen. De laatste bloei vond plaats in 1994, vlak voordat de plant stierf. Er waren nog wel twee zaden en plantmateriaal verzameld.
Omdat de zaden niet ontkiemden en stekken van de plant niet wilden wortelen is het plantmateriaal geënt op een onderstam van Westringia, een verwante plant. De plant leeft nu voort als ent in Kings Park and Botanic Garden aan de westrand van Perth. Na 1994 zijn nooit meer planten in het wild aangetroffen.